# Rocinela hawaiiensis
Rocinela hawaiiensis är en kräftdjursart som beskrevs av Richardson1904. Rocinela hawaiiensis ingår i släktet Rocinela och familjen Aegidae. Inga underarter finns listade i Catalogue of Life.